# A Juventude na Proa e o Prazer no Leme
A Juventude na Proa e o Prazer no Leme, também conhecida como Juventude e Prazer, é uma pintura a óleo sobre tela de do artista inglês William Etty, exibida pela primeira vez em 1832. Encontra-se, actualmente, na Tate Britain. Etty tinha planeado elaborar esta obra desde 1818–19, e em 1822 foi exibida uma primeira versão. A pintura foi inspirada numa metáfora do poema The Bard de Thomas Gray, no qual o aparente brilhante início do mau governo de Ricardo II de Inglaterra, foi comparado a um navio dourado cujos ocupantes não se apercebem de uma tempestade que se aproxima. Etty decidiu ilustrar o texto de Gray' de gorma literal, pintando um barco dourado tendo a bordo, e em seu redor, figuras nuas e outras quase nuas.
Etty tinha a intenção de ilustrar um aviso moral acerca da procura do prazer, mas a sua abordagem não foi completamente bem sucedida. The Bard era uma suposta maldição sobre a Casa Plantageneta levada a cabo por um bardo galês, na sequência das tentativas de Eduardo I da Inglaterra de erradicar a cultura galesa, mas os críticos acharam que Etty não teria compreendido na totatilade a perspectiva do poema de Gray. Alguns críticos elogiaram a obra e, em particular, as capacidades técnicas de Etty, mas a população em geral, que viu a pintura na época, teve dificuldade em entender qual o objectivo da obra de Etty, e a sua inclusão de figuras nuas levou a que alguns críticos considerassem o trabalho sem gosto e ofensivo.
A pintura foi comprada em 1832 por Robert Vernon, um patrono de arte, para fazer parte da sua colecção de arte britânica. Vernon doou  a sua colecção, incluindo esta pintura, à National Gallery de Londres em 1847, a qual, por sua vez, a transferiu para a Tate Gallery em 1949. É um dos trabalhos mais conhecidos de Etty', e fez parte das grandes exposições da Tate Britain em 2001–02 e da York Art Gallery em 2011–12.